# Prosopocoilus forficula nakamurai
Prosopocoilus forficula nakamurai es una subespecie de coleóptero de la familia Lucanidae.

## Distribución geográfica
Habita en Vietnam.